# 圆雕

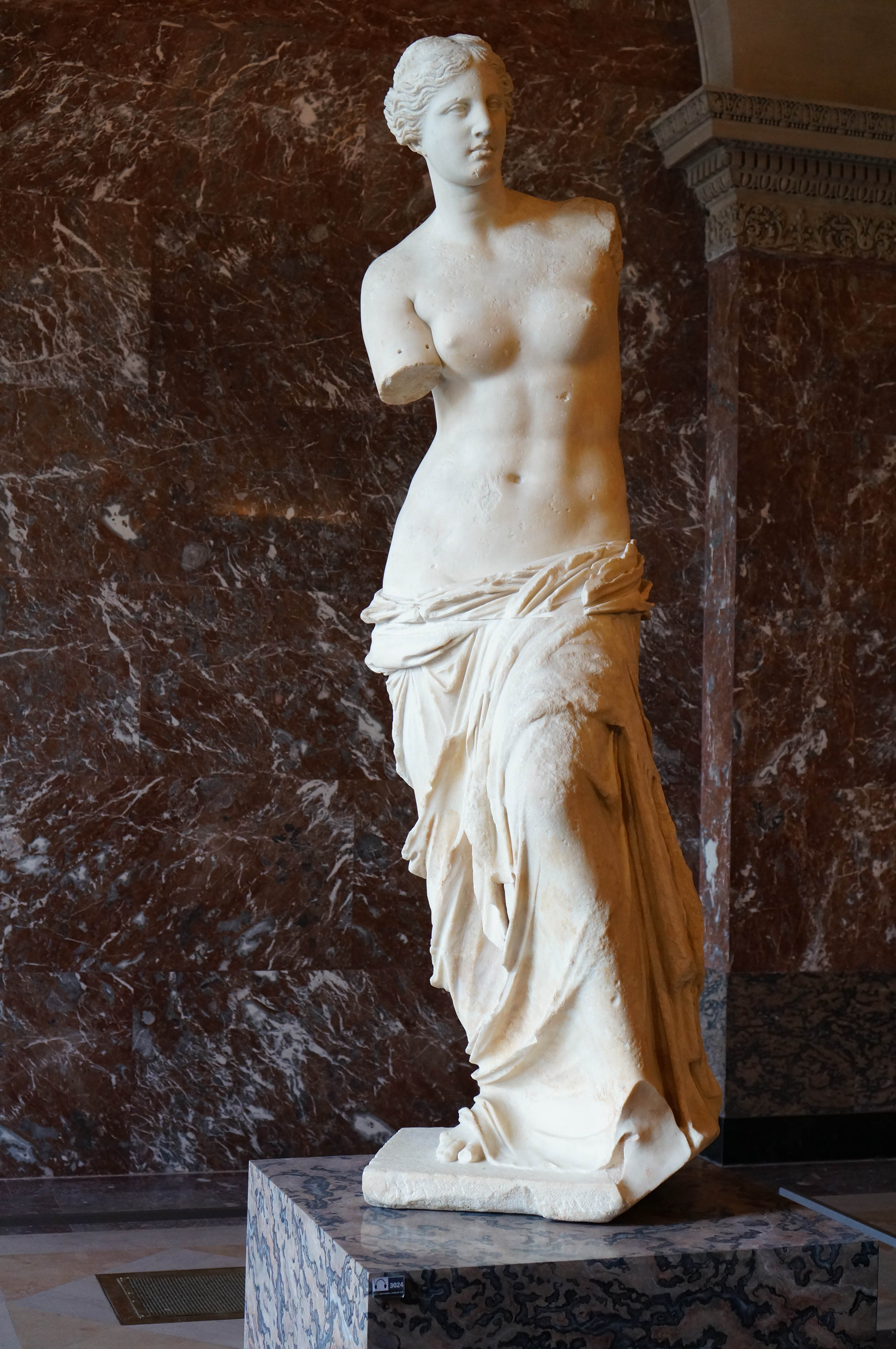
断臂维纳斯，今藏于卢浮宫博物馆

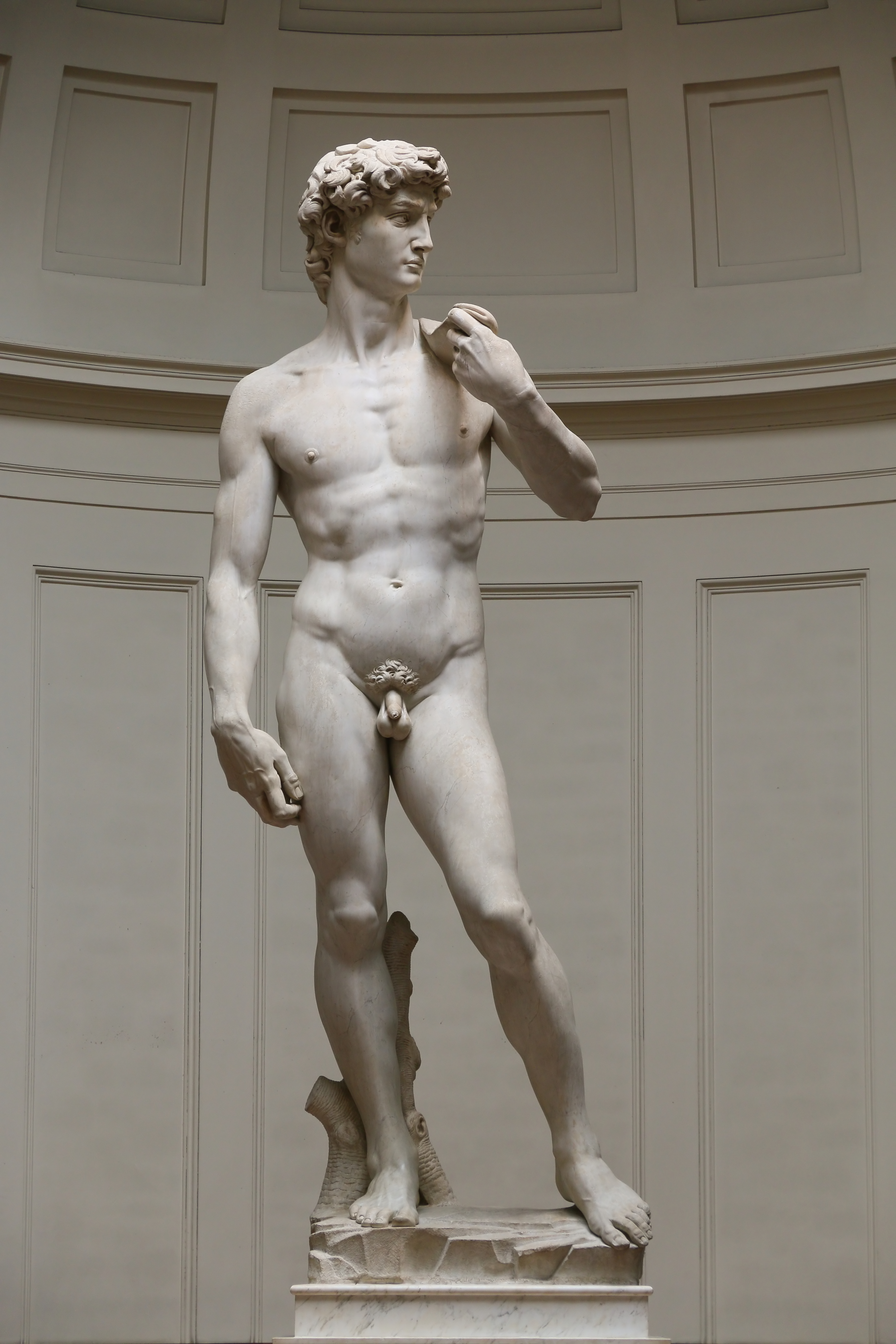
大衛像

圆雕，又称立雕、立体雕，是可以从任何角度观赏的三维立体雕塑。与浮雕不同，圆雕并不附着在背景上，而是置于底座上。